# Dragon Ball Z: Kakarot
Dragon Ball Z: Kakarot (ドラゴンボールZ カカロット Doragon Bōru Zetto Kakarotto?) es un videojuego de rol de acción, desarrollado por CyberConnect2 y publicado por Bandai Namco Entertainment. Basado en la franquicia de Dragon Ball, se lanzó para Microsoft Windows, PlayStation 4 y Xbox One. Se confirmó la participación del creador de la franquicia, Akira Toriyama. Su fecha de lanzamiento fue el 17 de enero de 2020. Durante un Nintendo Direct del E3 de 2021 se anunció que llegaría a Nintendo Switch el 24 de septiembre de 2021.

## Argumento
Dragon Ball Z: Kakarot cubre la historia de Goku y los Guerreros Z, controlados por el jugador, a través de diferentes eventos icónicos en la historia de Dragon Ball Z, que van desde el comienzo de la Saga Saiyan hasta el final de la Saga Majin Boo. También se añadieron nuevas historias de fondo de los personajes, no incluidas en el manga/anime original.

## Jugabilidad
Kakarot es principalmente un juego de rol de acción con elementos de juegos de lucha.  El jugador puede luchar contra oponentes y realizar actividades como pescar, recolectar orbes Z, comer, conducir un auto flotante, entrenar y poner personajes en emblemas del alma.  La trama del juego sigue la progresión de la serie de anime, ya que el jugador interactúa con el mundo circundante como los diferentes personajes jugables.  Los jugadores pueden explorar el mundo y completar misiones secundarias para progresar en la historia.  El juego se divide en cuatro historias: Saiyan Saga, Namek Saga, continúa con Android Saga (donde el jugador adquiere su auto flotante) y Buu Saga.
Las historias de bonificación se pueden comprar como contenido descargable;  incluyendo un recuento de las historias de la Batalla de los Dioses y la Resurrección 'F' vistas en Dragon Ball Super. Una historia original de DLC ambientada después de los eventos de Dragon Ball Z: The History of Trunks, que presenta la confrontación de Future Trunks con Babidi para evitar el despertar de Majin Buu (un escenario visto anteriormente en el modo historia de Dragon Ball Z Shin Budokai: Another Road y brevemente cubierto en  Super), fue lanzado el 11 de junio de 2021.
Actualmente hay siete personajes jugables en Dragon Ball Z: Kakarot que el jugador guiará a lo largo de la historia. Estos incluyen a Goku, Vegeta, Gohan, Piccolo, Trunks, Gotenks y Veggeto. A medida que el jugador avanza en el juego, desbloqueará nuevos personajes para jugar.
Además de los personajes jugables, el jugador podrá seleccionar dos personajes secundarios para ayudar en su batalla, cada uno con sus propios movimientos especiales.  Estos personajes actuales incluyen a Krillin, Yamcha, Tien Shinhan, Chiaotzu, Androide 18, Goten y Kid Trunks.
Los jefes que aparecen en el juego incluyen Raditz, Nappa, Vegeta, Cui, Dodoria, Zarbon, Ginyu Force, Freezer, Androide 19, Android 20, Androide 18, Androide 17, Cell, Cell Jr., Pui Pui, Yakon, Dabura,  Majin Vegeta, Majin Buu, Super Buu, Kid Buu, Beerus y Mira. Bonyū (ボ ニ ュ ー), un personaje original diseñado por el creador de Dragon Ball Akira Toriyama para el juego, también aparece como jefe.

## Desarrollo
El creador de Dragon Ball, Akira Toriyama, diseñó un nuevo personaje original llamado Bonyū (ボ ニ ュ ー) para el videojuego. También contará con extractos remezclados de la banda sonora de Shunsuke Kikuchi de la transmisión japonesa original del anime. Fue lanzado el 17 de enero del año 2020.

## Recepción
Dragon Ball Z: Kakarot recibió críticas comedidas.  Metacritic otorgó al juego una puntuación de 73 para la versión para PC, 73 para PlayStation 4 y 73 para Xbox One.  Michael Saltzman de IGN le dio a Kakarotto una puntuación de 7, elogiando su combate y la presentación de la historia, pero criticó sus pobres elementos de rol.
Kakarot fue galardonado con 7/10 en la revisión de GameSpot, y Heidi Kemps dijo que su "enfoque moderno y semiabierto para contar la saga de DBZ, a pesar de algunos problemas menores, es bueno". Kemps concluyó que "[s] i estás buscando una forma divertida de ver la vida y los tiempos del Goku adulto a través de una nueva perspectiva, Dragon Ball Z: Kakarot te concederá tu deseo".
El juego fue el segundo juego más vendido durante su primera semana a la venta en Japón, con 89.538 copias vendidas, detrás de Yakuza: Like a Dragon.  En el Reino Unido, Kakarot debutó en el número uno en la tabla de ventas.
En una conferencia telefónica, Bandai Namco reveló que el juego vendió más de 1,5 millones de copias en todo el mundo en su lanzamiento de la primera semana, lo que lo convirtió en un éxito comercial.  A marzo de 2020, el juego ha vendido más de 2 millones de copias en todo el mundo, combinando envíos totales y ventas digitales.
Dragon Ball Z: Kakarot fue el juego más vendido de enero de 2020 en los Estados Unidos y se convirtió en el tercer juego más vendido de la franquicia Dragon Ball, detrás de Dragon Ball FighterZ y Dragon Ball Z: Budokai.